# Kanton Thizy-les-Bourgs
Der Kanton Thizy-les-Bourgs ist seit 2015 ein französischer Wahlkreis im Département Rhône in der Region Auvergne-Rhône-Alpes. Er umfasst 21 Gemeinden im Arrondissement Villefranche-sur-Saône und hat seinen Hauptort (frz.: bureau centralisateur) in Thizy-les-Bourgs. Durch die landesweite Neuordnung der französischen Kantone wurde er 2015 erheblich vergrößert.

## Gemeinden
Der Kanton besteht aus 21 Gemeinden mit insgesamt 26.282 Einwohnern (Stand: 2022) auf einer Gesamtfläche von 503,55 km²:
| Gemeinde                  | Einwohner 1. Januar 2022 | Fläche km² | Dichte Einw./km² | Code INSEE | Postleitzahl |
| ------------------------- | ------------------------ | ---------- | ---------------- | ---------- | ------------ |
| Aigueperse                | 239                      | 12,95      | 18               | 69002      | 69790        |
| Amplepuis                 | 4.858                    | 38,44      | 126              | 69006      | 69550        |
| Azolette                  | 122                      | 4,18       | 29               | 69016      | 69790        |
| Chénelette                | 365                      | 11,02      | 33               | 69054      | 69430        |
| Claveisolles              | 557                      | 28,33      | 20               | 69060      | 69870        |
| Cours                     | 4.329                    | 33,81      | 128              | 69066      | 69470        |
| Cublize                   | 1.357                    | 15,56      | 87               | 69070      | 69550        |
| Deux-Grosnes              | 1.923                    | 83,60      | 23               | 69135      | 69860        |
| Meaux-la-Montagne         | 226                      | 9,19       | 25               | 69130      | 69550        |
| Poule-les-Écharmeaux      | 1.027                    | 31,23      | 33               | 69160      | 69870        |
| Propières                 | 477                      | 16,00      | 30               | 69161      | 69790        |
| Ranchal                   | 311                      | 15,14      | 21               | 69164      | 69470        |
| Ronno                     | 650                      | 22,92      | 28               | 69169      | 69550        |
| Saint-Bonnet-des-Bruyères | 372                      | 21,20      | 18               | 69182      | 69790        |
| Saint-Bonnet-le-Troncy    | 311                      | 15,65      | 20               | 69183      | 69870        |
| Saint-Clément-de-Vers     | 205                      | 8,96       | 23               | 69186      | 69790        |
| Saint-Igny-de-Vers        | 581                      | 27,35      | 21               | 69209      | 69790        |
| Saint-Jean-la-Bussière    | 1.175                    | 15,48      | 76               | 69214      | 69550        |
| Saint-Nizier-d’Azergues   | 776                      | 24,23      | 32               | 69229      | 69870        |
| Saint-Vincent-de-Reins    | 627                      | 13,87      | 45               | 69240      | 69240        |
| Thizy-les-Bourgs          | 5.794                    | 54,44      | 106              | 69248      | 69240        |
| Kanton Thizy-les-Bourgs   | 26.282                   | 503,55     | 52               | 6911       | –            |

## Veränderungen im Gemeindebestand seit der landesweiten Neuordnung der Kantone
2019: Fusion Avenas (Kanton Belleville), Monsols, Ouroux, Saint-Christophe, Saint-Jacques-des-Arrêts, Saint-Mamert und Trades → Deux-Grosnes
2016: Fusion Cours-la-Ville, Pont-Trambouze und Thel → Cours

## Geschichte
Der 2015 neu zugeschnittene Kanton Thizy-les-Bourgs vergrößerte sich um die Kantone Amplepuis und (größtenteils) Lamure-sur-Azergues. Vorher umfasste er nur die vier Gemeinden Cours-la-Ville, Pont-Trambouze, Saint-Jean-la-Bussière und Thizy-les-Bourgs. Sein Zuschnitt entsprach einer Fläche von 83,46 km2. Er besaß vor 2015 einen anderen INSEE-Code als heute, nämlich 6930.
Die Gemeinde Thizy-les-Bourgs wurde zum 1. Januar 2013 aus den früheren Gemeinden Bourg-de-Thizy (2627 Einwohner), La Chapelle-de-Mardore (212 Einwohner), Mardore (518 Einwohner), Marnand (617 Einwohner) und Thizy (2393 Einwohner, jeweils Stand 2010) gebildet. Dadurch veränderte sich auch der Kanton, der vor der Gemeindefusion nur Canton de Thizy hieß und auf demselben Gebiet in acht statt vier Gemeinden untergliedert war.

## Politik
| Vertreter im Départementsrat | Vertreter im Départementsrat   | Vertreter im Départementsrat |
| Amtszeit                     | Namen                          | Partei                       |
| ---------------------------- | ------------------------------ | ---------------------------- |
| 1978–2015                    | Michel Mercier                 | UDI                          |
| 2015–                        | Colette Darphin Didier Fournel | UDI Les Républicains         |